# Tal-Grig Erevan
Il Tal-Grig Erevan (o Tal Grig Erevan) è una squadra di calcio a 5 armena che milita nel campionato armeno di calcio a 5.
Ha vinto un titolo nazionale nel 2005 e due coppe nazionali nel 2004 e 2005. Ha disputato la UEFA Futsal Cup nella stagione 2005/06 dove giunse al tabellone principale, rimanendo esclusa nel girone con Benfica, Aramis Futsal Club e Ararat Nicosia.

## Palmarès
- 1 Campionato armeno: 2005
- 2 Coppa di Armenia: 2004, 2005